# Nelly Spoor
Cornelia (Nelly) Spoor (Den Haag, 24 mei 1885 – Laren, 28 april 1950) was een Nederlandse illustrator en beeldend kunstenaar. Zij behoorde samen met Sijtje Aafjes, Rie Cramer, Netty Heyligers en Freddie Langeler tot de populairste vrouwelijke illustratoren van haar tijd.
Spoor illustreerde veelal kinderboeken, maar maakte tevens illustraties voor het kindermaandblad Ons Thuis van Henriëtte Dietz en Katharina Leopold. Haar werk wordt omschreven als sfeervol en gedetailleerd, de kinderen op haar tekeningen laten emotie en karakter zien. De silhouettekeningen in het sprookjesboek 't Is lang geleden worden gezien als een hoogtepunt in haar veelzijdige oeuvre. 

## Ontwerptekeningen in het Rijksmuseum Amsterdam

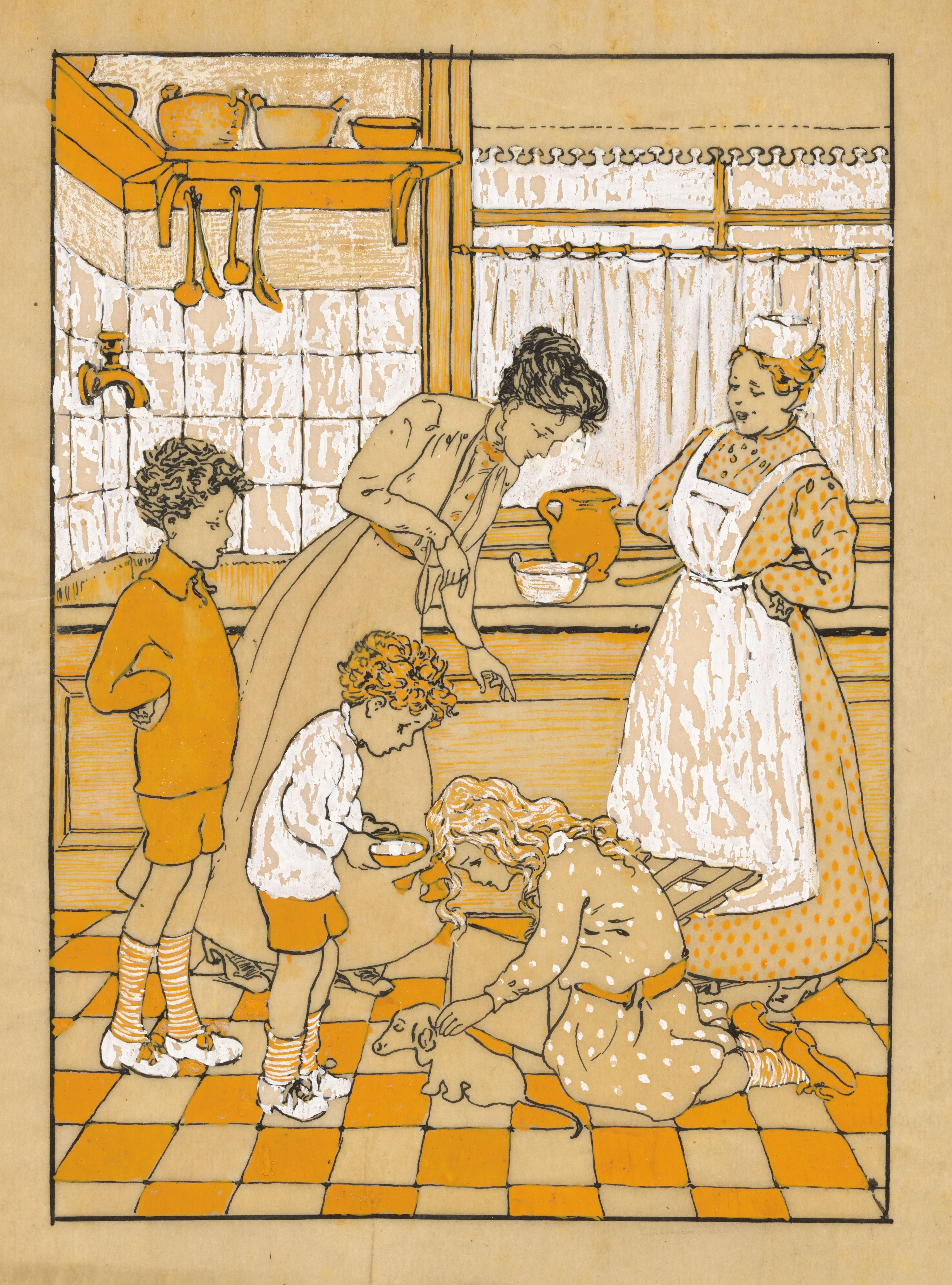
Vrouwen en kinderen met een puppy in een keuken
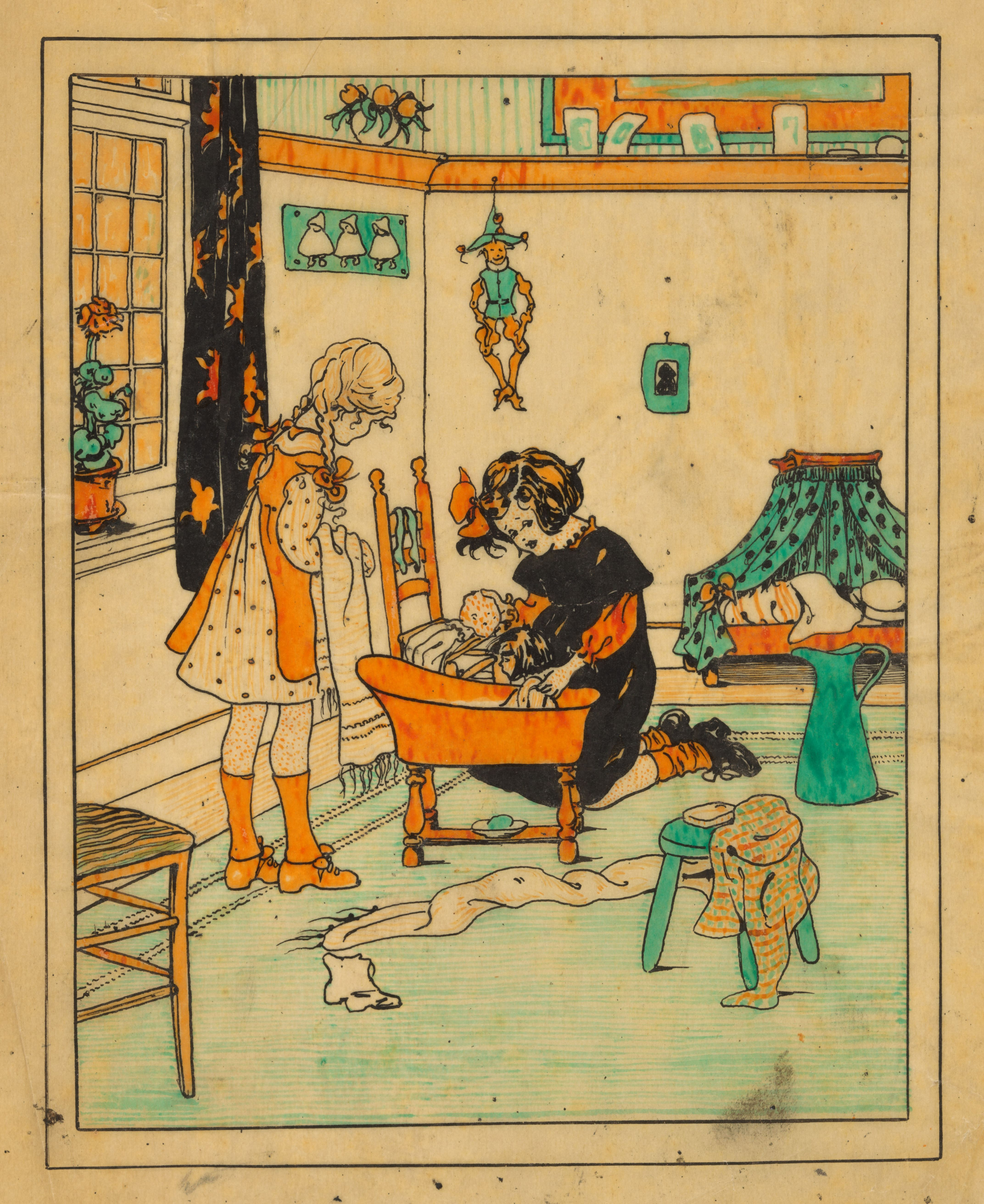
Twee meisjes doen een pop in bad
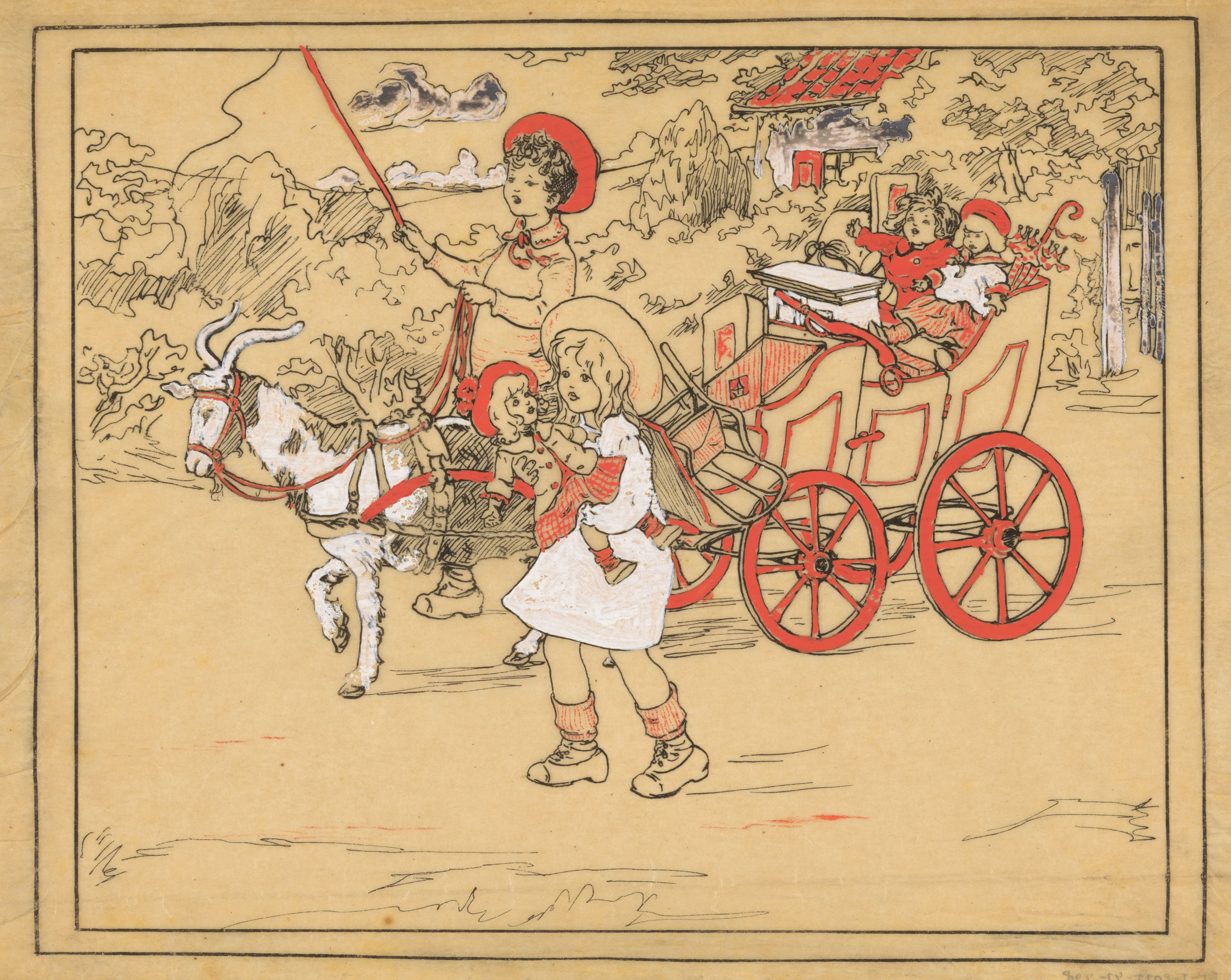
Jongen bestuurt een poppenkoets op een geit
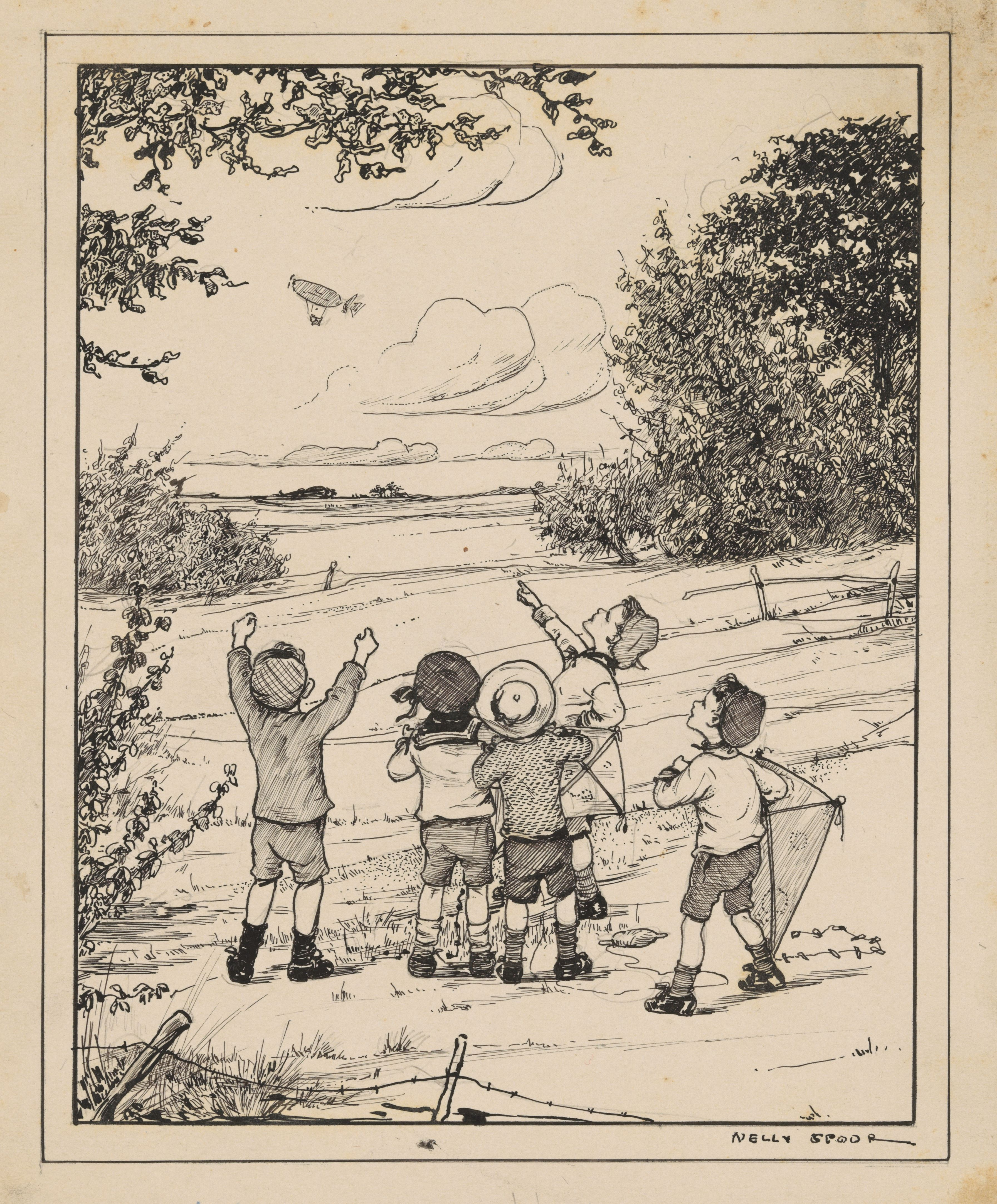
Vijf jongens kijkend naar een zeppelin
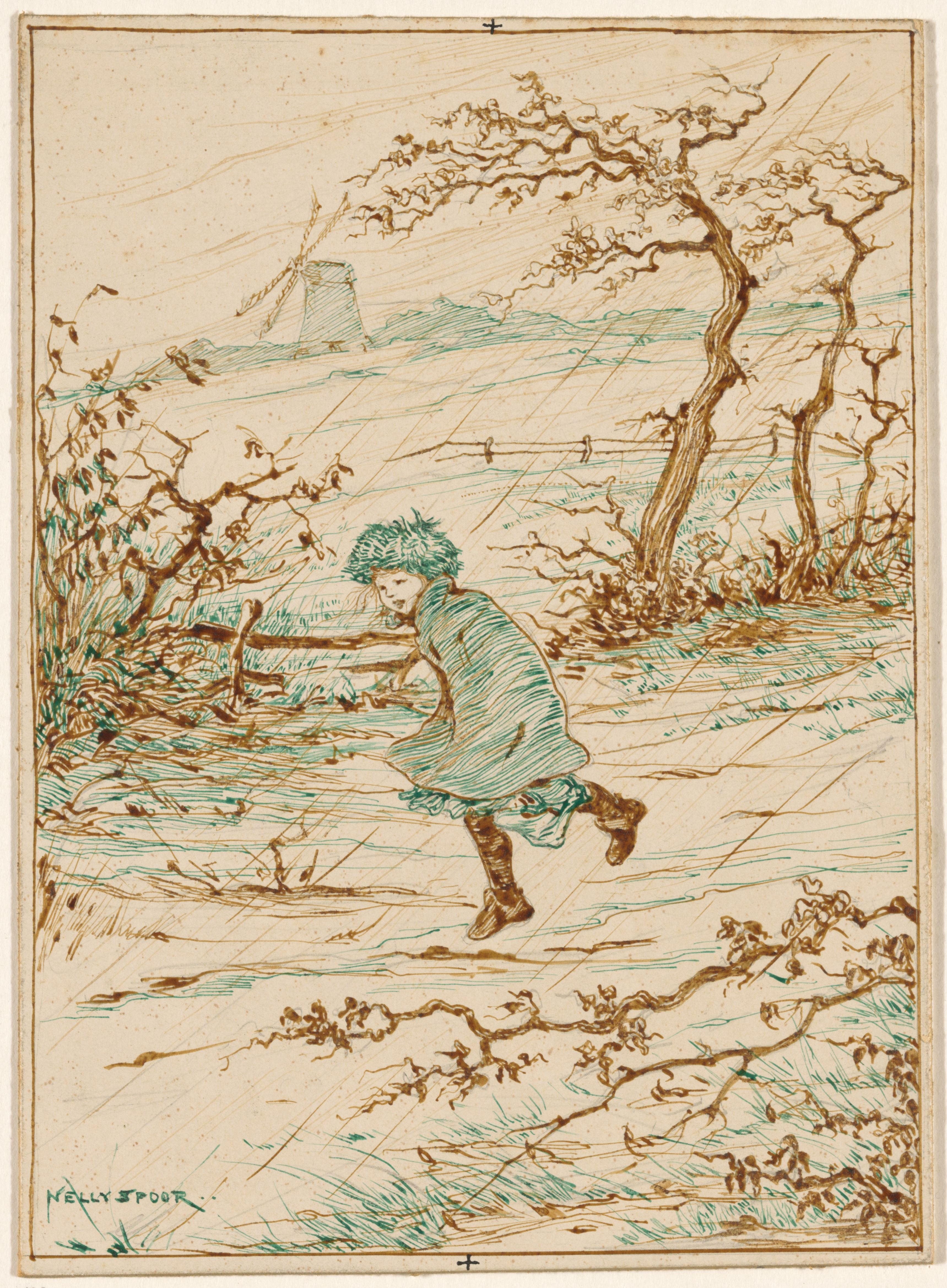
Meisje lopend in de regen en wind

## Werken met illustraties van Nelly Spoor
- 1906: Een kerstvacantie: een verhaal voor meisjes (Marie Hildebrandt)
- 1909: Haar zusters (Felicie Jehu)
- 1910: Joke Gerritsma (Jetske van der Burg-Hora Adema)
- 1910: Blijde kleuters: leesboek voor het aanvankelijk leesonderwijs (D. van der Meulen)
- 1910: De roode molen (A.C.C de Vletter)
- 191?: De jongens van 'professor' van Leuven (Felicie Jehu)
- 1911: De club van Brederoord (Anna Sutorius)
- 1911: Van knop tot bloem (naar het Duits van Else Hoffmann, in het Nederlands bewerkt door Johanna van Woude)
- 1911: Een klein, klein jokkentje (naar M.P Rosmade; door Marie Honig)
- 1911: Wies Ongeluk (Felicie Jehu)
- 1912: Pension Brocke (Cornélie Noordwal)
- 1912: Jodokus en zijn heldin (Anna Sutorius)
- 1912: Kleine kleuters (Anna Sutorius)
- 1913: De pleegzusjes (Felicie Jehu)
- 1913: Nieuwe versjes (Marie Hildebrandt)
- 1913:  't Is lang geleden (Henriëtte Blaauw)
- 1914: Oude getrouwen (Henriëtte Blaauw)
- 1914: Heerlijkheden uit het verleden (Henriëtte Blaauw)
- 1916: Wat twee kinderen deden : een smokkelaarsgeschiedenis uit den ouden tijd (Alberdina Hermanna Schlüter)
- 1916: Lize (Felicie Jehu)

- Biografisch Portaal: 80626453
- Digitale Bibliotheek voor de Nederlandse Letteren: spoo014
- Gemeinsame Normdatei: 123860180
- International Standard Name Identifier: 0000 0000 2409 8592
- Nederlandse Thesaurus van Auteursnamen: 07014754X
- RKD-Nederlands Instituut voor Kunstgeschiedenis: 109339
- Union List of Artist Names: 500534114
- Virtual International Authority File: 5851103
- WorldCat: E39PBJcrgmVwBfV9CXVKTR7bVC